# 被隱形的女性
《被隱形的女性》（又译《看不見的女性》、《被忽視的女性》，全名《被隱形的女性：专为男人设计的世界中的数据偏见》）是英國女權主義作家卡洛琳·克里亞朵·佩雷茲（Caroline Criado Perez）於2019 年出版的一本著作。該著作描寫了大數據資料蒐集中因性別偏見而對女性造成的種種不利影響。

## 各界評論
該著作在2019年獲得了英國皇家學院科學圖書獎和金融時報與麥肯錫商業圖書獎（Financial Times and McKinsey Business Book of the Year）。整體而言，它在主流出版刊物中廣受歡迎與得到正向評價。
珂迪莉亞·范恩（Cordelia Fine）和維克托·索荷（Victor Sojo）在《刺胳針》醫學期刊上描述本著作 “由醫學、職業安全健康、運輸、科技、政治和災害防救各領域中提供了多項引人入勝的研究案例。”
卡蘿·塔芙瑞斯（Carol Tavris）在為《懷疑探索者》雜誌（Skeptical Inquirer）寫的評論中指出“這本書的理論基礎並不新鮮；每個世代的女權主義學者都重新發現了西蒙波娃 1949年的女性是第二性的觀察”， 指的是法國哲學家的著作第二性。 
安琪拉·賽尼（Angela Saini）在《衛報》上對該著作進行了評論，稱其為「迫切需要採取緊急行動的性別不平等卷宗」。該書清楚地表明，她寫道：「女性不是少數。她們是大多數。她們絕對無處不在，而且一直都在。然而，正如克里亞朵·佩雷茲所描述的，女性必須生活在一個為男性建置的社會中。從缺乏讓我們感到安全的路燈，到工作場域中不存在的托兒設施，幾乎似乎所有事物都是為一般白人男性工作者和全職白人家庭主婦所設計的。她提出的解決辦法是重新思考，蒐集更多數據，研究這些數據，然後詢問女性想要什麼。」 
在《文學評論》雜誌的一篇標題為「女性不友善」的文章中，女權主義作家瓊·史密斯 ( Joan Smith ) 稱譽該書是必閱的讀物，至少對於那些會將克里亞朵·佩雷茲的研究發現認為是新聞的人來說。 「這本書直截了當地展現了男性無論是在熟悉的（至少對我而言）和不太明顯的情境中所享受的偏見。例如，我知道女性心臟病發作後的情況會更糟，因為她們的症狀與男性不同。克里亞朵·佩雷茲引用的研究表明，女性被誤診的可能性要高出 50%，因為她們往往沒有典型的「好萊塢式心臟病發作」，這種發作始於胸部和左臂疼痛。但我沒有意識到女性在車禍中也更容易受到嚴重傷害，因為碰撞測試假人被設計為反映傳統上‘一般’的男性身體。」史密斯總結說：「這些所有證據累積的效應是令人震驚的，即使它只是證實了大多數女性早就知道的事實。」 
《被隱形的女性》也發現了廣泛的國際受眾，並已被翻譯成多種語言，包括法文、德文、荷蘭文、義大利文、西班牙文、芬蘭文、葡萄牙文、波斯文、瑞典文、冰島文、丹麥文、希臘文、立陶宛文、愛沙尼亞文、捷克文、斯洛伐克文、烏克蘭文、土耳其文和中文。